# Астиоха
Астиоха в древногръцката митология при Аполодор е името на:
1. Дъщеря на Лаомедон [1], съпруга на Телеф и майка на Еврипил.
2. Дъщеря на Амфион [2]
3. Дъщеря на Симоент и жена на Ерихтоний. [3]. Майка на Трой. [4]
4. Дъщеря на Филант [5]